# Dongjae, the Good or the Bastard
Dongjae, the Good or the Bastard (koreanischer Originaltitel: 좋거나 나쁜 동재) ist eine südkoreanische Serie, die ein Ableger der Serie Stranger (2017–2020) ist. Ihre Uraufführung feierte die Serie am 3. Oktober 2024 im Rahmen der 29. Ausgabe des Busan International Film Festival. Der südkoreanische Streamingdienst TVING veröffentlicht die Serie zwischen dem 10. Oktober 2024 und dem 7. November 2024. Im südkoreanischen Fernsehen erfolgte die Erstausstrahlung der Serie vom 14. Oktober 2024 bis zum 12. November 2024 auf dem Pay-TV-Sender TVN. Im deutschsprachigen Raum fand die Erstveröffentlichung der Serie am 28. März 2025 auf Paramount+ statt.

## Handlung
Seo Dong-jae arbeitet für die Staatsanwaltschaft in der Provinz Cheongju und wirkt nach außen hin äußerst kaltherzig. Er ist zielstrebig und fokussiert auf seine Arbeit, aber sein Ruf als korrupter Anwalt lastet immer noch schwer auf ihm, was seiner Zukunft im Büro der Staatsanwaltschaft nicht zuträglich ist. Während er beruflich zu kämpfen hat und versucht, sich zu rehabilitieren, wird er in einen komplexen Fall verwickelt, bei dem seine Moral ein weiteres Mal auf die Probe gestellt wird. Um den Fall zu lösen, sieht sich Seo Dong-jae gezwungen, einen gefährlichen Balanceakt zwischen seinen Instinkten und seiner opportunistischen Natur zu vollziehen.

## Besetzung und Synchronisation
Die deutschsprachige Synchronisation entstand nach den Dialogbüchern von Oliver Böttcher und Tammo Kaulbarsch sowie unter der Dialogregie von Oliver Böttcher durch die Synchronfirma Elbgorilla Synchro in Hamburg.
| Rolle          | Schauspieler    | Synchronsprecher      |
| -------------- | --------------- | --------------------- |
| Seo Dong-jae   | Lee Joon-hyuk   | Christian Stark       |
| Nam Wan-seong  | Park Sung-woong | Nicolas König         |
| Jo Byeong-geon | Hyun Bong-sik   | Achim Buch            |
| Kang Won-cheol | Park Sung-geun  | Robin Brosch          |
| Jeon Mi-ran    | Lee Hang-na     | Katrin Decker         |
| Kim Ji-hee     | Jung Woon-sun   | Eva Michaelis         |
| Choi Han-min   | Han Kyu-won     | Flemming Stein        |
| Choi Kang-min  | Shim Wan-joon   | Marc Seidenberg       |
| Han Da-yeong   | Kim Ju-a        | Caroline Pischel      |
| Hong Joon-woo  | Son Kang-kuk    | Frank Jordan          |
| Joo Jeong-gi   | Jung Hee-tae    | Volker Hanisch        |
| Lee Yoo-an     | Choi Hee-seo    | Kristina von Weltzien |
| Yang Jong-in   | Yoo In-hyuk     | Malte Meibauer        |

## Episodenliste
| Nr. | Deutscher Titel | Originaltitel | Erstveröffentlichung (TVING) | Erstausstrahlung (TVN) | Deutschsprachige Erstveröffentlichung (Paramount+) |
| --- | --------------- | ------------- | ---------------------------- | ---------------------- | -------------------------------------------------- |
| 1   | Episode 1       | 1화           | 10. Okt. 2024                | 14. Okt. 2024          | 28. Mär. 2025                                      |
| 2   | Episode 2       | 2화           | 10. Okt. 2024                | 15. Okt. 2024          | 28. Mär. 2025                                      |
| 3   | Episode 3       | 3화           | 17. Okt. 2024                | 21. Okt. 2024          | 28. Mär. 2025                                      |
| 4   | Episode 4       | 4화           | 17. Okt. 2024                | 22. Okt. 2024          | 28. Mär. 2025                                      |
| 5   | Episode 5       | 5화           | 24. Okt. 2024                | 28. Okt. 2024          | 28. Mär. 2025                                      |
| 6   | Episode 6       | 6화           | 24. Okt. 2024                | 29. Okt. 2024          | 28. Mär. 2025                                      |
| 7   | Episode 7       | 7화           | 31. Okt. 2024                | 4. Nov. 2024           | 28. Mär. 2025                                      |
| 8   | Episode 8       | 8화           | 31. Okt. 2024                | 5. Nov. 2024           | 28. Mär. 2025                                      |
| 9   | Episode 9       | 9화           | 7. Nov. 2024                 | 11. Nov. 2024          | 28. Mär. 2025                                      |
| 10  | Episode 10      | 10화          | 7. Nov. 2024                 | 12. Nov. 2024          | 28. Mär. 2025                                      |